# Фурцева, Людмила Алексеевна
Людмила Алексеевна Фурцева (2 марта 1974, Москва, СССР) — российская баскетболистка, выступавшая на позиции нападающего. Мастер спорта России международного класса.
Обладатель кубка Ронкетти, чемпион СССР, Семикратный чемпион России. Серебряный призёр чемпионата мира-93 среди молодежных команд, чемпионка Швейцарии, золотой призёр суперлиги-1999/2000, участница «финала четырех» Евролиги-2000.